# ایتاکوروبی
ایتاکوروبی (به پرتغالی: Itacurubi) یک منطقهٔ مسکونی در برزیل است که در ریو گرانده جنوبی واقع شده‌است. ایتاکوروبی ۱٬۱۲۰٫۸۷ کیلومتر مربع مساحت و ۳٬۴۶۰ نفر جمعیت دارد و ۱۶۹ متر بالاتر از سطح دریا واقع شده‌است.